# Leptothorax clypeatus
Leptothorax clypeatus är en myrart som först beskrevs av Mayr 1853.  Leptothorax clypeatus ingår i släktet smalmyror, och familjen myror. Inga underarter finns listade i Catalogue of Life.